# Референдум боснийских сербов (1991)
Референдум боснийских сербов (серб. Плебисцит српског народа у Босни и Херцеговини) — референдум 9—10 ноября 1991 года в Боснии и Герцеговине. Жителям общин со значительным сербским большинством был поставлен вопрос о сохранении в Югославии. Референдум был организован Скупщиной боснийских сербов и содержал два вопроса; сербам спрашивали:

Согласны ли Вы с решением Скупщины сербского народа в Боснии и Герцеговине от 24 октября 1991 года, что сербский народ остается в совместном государстве Югославии с Сербией, Черногорией, САО Краиной, САО Славонией, Бараньей и Западным Сремом и с другими, кто за это выскажется?
Оригинальный текст (серб.)Да ли сте сагласни са Одлуком Скупштине српског народа у Босни и Херцеговини, од 24. октобра 1991. године, да српски народ остане у заједничкој држави Југославији, са Србијом, Црном Гором, САО Крајина, САО Славонија, Барања и Западни Срем, те другим који се за тај останак изјасне?
— 
Несербов спросили:

Вы согласны с тем, что Босния и Герцеговина как равноправная республика должна оставаться в едином югославском государстве со всеми другими, кто занимает эту позицию?
Оригинальный текст (босн.)Da li ste saglasni da Bosna i Hercegovina, kao ravnopravna republika, treba da ostane u zajedničkoj državi Jugoslaviji sa svim ostalima koji zauzimaju ovaj stav?
— 
Он был одобрен 98 % избирателей, и Республика Сербская была впоследствии создана 9 января 1992 года.

## Результаты
| Выбор                                | Голоса    | %     |
| ------------------------------------ | --------- | ----- |
| За                                   | 1,161,146 | 98.00 |
| Против                               |           | 2.00  |
| Неверные / пустые голоса             |           | -     |
| Всего                                |           | 100   |
| Зарегистрированные избиратели / явка | 1,550,000 | 85.00 |
| Источник: Direct Democracy           |           |       |

## Последствия
Правительство Боснии объявило референдум неконституционным. Позже был проведён общенациональный референдум о независимости между 29 февраля и 1 марта 1992 года, который, в свою очередь, был бойкотирован большинством сербов. Стивен Л. Бург и Пол С. Шоуп толковали данный вопрос как о плебисците, в котором просили избирателей остаться в общем государстве с Сербией, Черногорией, САО Краина, САО Славония, Баранья и Западный Срем, а также сербскими автономными регионами, то есть продвижение, по сути, идеи Великой Сербии.